# Smyrna (Delaware)
Pour les articles homonymes, voir Smyrna.
La ville de Smyrna est située dans les comtés de Kent et New Castle, dans l’État du Delaware, aux États-Unis. Sa population s’élevait à 10 023 habitants lors du recensement de 2010, estimée à 11 371 habitants en 2016.
Smyrna fait partie de l’agglomération de Dover, la capitale de l’État.

## Démographie
| 1860  | 1870  | 1880  | 1890  | 1900  | 1910  |
| ----- | ----- | ----- | ----- | ----- | ----- |
| 1 873 | 2 110 | 2 428 | 2 455 | 2 168 | 1 843 |

| 1920  | 1930  | 1940  | 1950  | 1960  | 1970  |
| ----- | ----- | ----- | ----- | ----- | ----- |
| 1 953 | 1 958 | 1 870 | 2 346 | 3 241 | 4 243 |

| 1980  | 1990  | 2000  | 2010   | - | - |
| ----- | ----- | ----- | ------ | - | - |
| 4 750 | 5 231 | 5 679 | 10 023 | - | - |

## Source
- (en) Cet article est partiellement ou en totalité issu de l’article de Wikipédia en anglais intitulé « Smyrna, Delaware » (voir la liste des auteurs).